# Gustaf Hedenlund

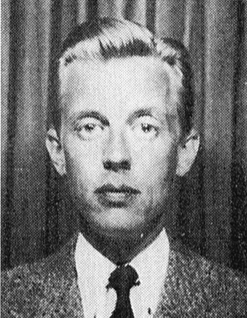
Gustaf Hedenlund

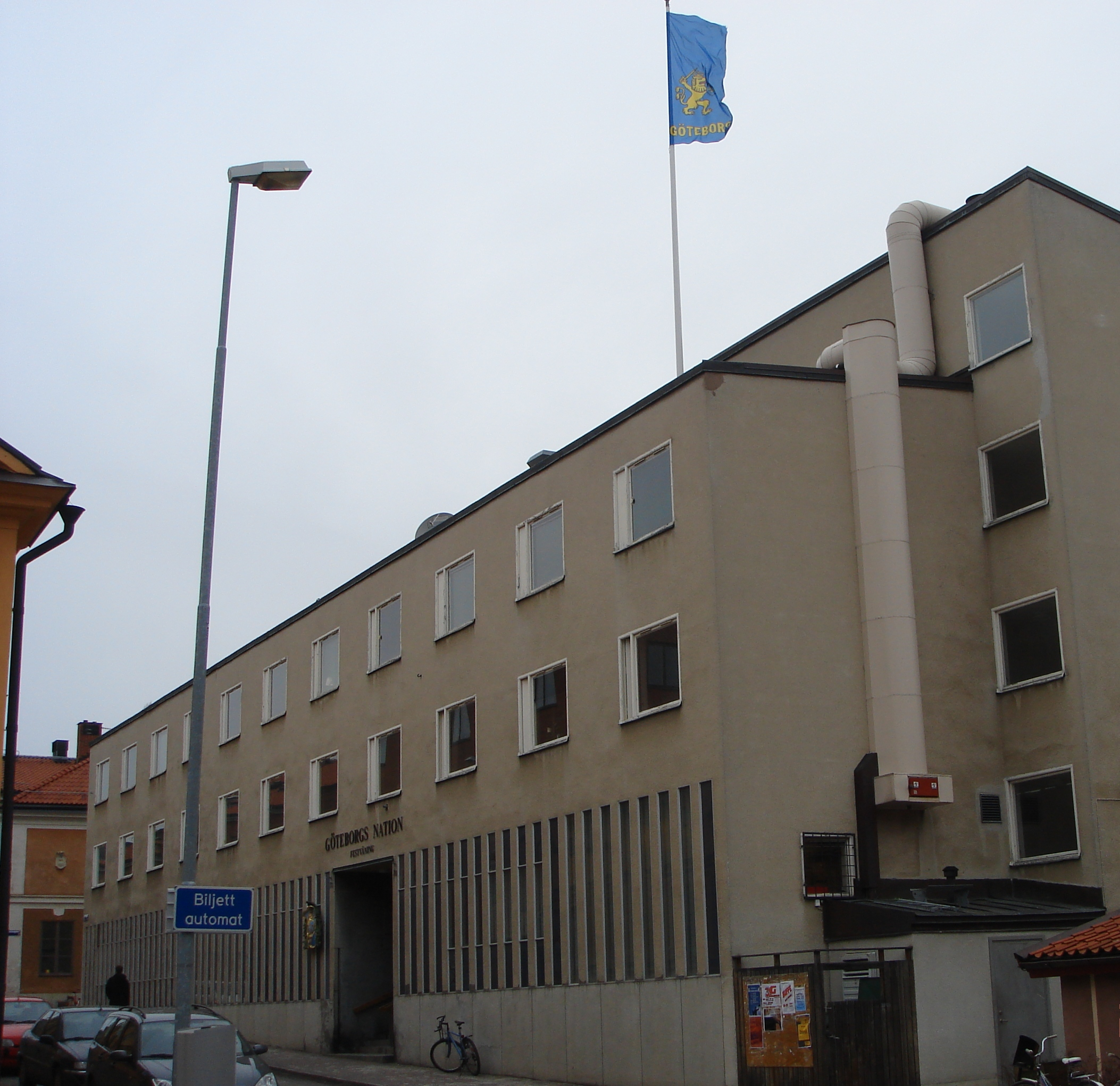
Göteborgs nation, Uppsala.

Aron Gustaf Hedenlund, född 30 april 1926 i Burträsks församling, Västerbottens län, är en svensk arkitekt.
Hedenlund, som är son till legitimerade läkaren Gustaf Hedenlund och Siri Hedgren, avlade studentexamen i Uppsala 1947, bedrev akademiska studier där och utexaminerades från Kungliga Tekniska högskolan 1956 och innehade eget arkitektkontor tillsammans med Stig Lundström från samma år. Han har bland annat projekterat ett flertal industrianläggningar för Svenska BP Olje AB. Tillsammans med Erik Uluots ritade han Göteborgs nations hus i Uppsala (1960).